# Sotokoi (West Coast Region)
Sotokoi ist eine Ortschaft im westafrikanischen Staat Gambia.
Nach einer Berechnung für das Jahr 2013 leben dort etwa 1313 Einwohner, das Ergebnis der letzten veröffentlichten Volkszählung von 1993 betrug 812.

## Geographie
Sotokoi liegt in der West Coast Region, Distrikt Kombo East, rund 20 Kilometer östlich von Brikama und 50 Kilometer westlich von Bwiam entfernt. Der Ort liegt an der South Bank Road zwischen Faraba Banta und Kafuta.